# Jonathan Clarke
Pour les articles homonymes, voir Clarke.
Jonathan Clarke, né le 18 décembre 1984 à Melbourne, est un coureur cycliste australien.

## Biographie
Fin 2014, ses dirigeants annoncent qu'il fera toujours partie de l'effectif de la formation UnitedHealthcare en 2015.
Au mois d'août 2017, il termine septième du Tour de l'Utah.

## Palmarès sur route

### Par années
- 2003
  - 6e étape du Cascade-Lounge Bar Nothern Tour
  - 3e du Cascade-Lounge Bar Nothern Tour
- 2004
  - 1re étape du Canberra Tour
  - 1re étape du Tour of Sunraysia
  - 2e de la Melbourne to Warrnambool Classic
- 2005
  - 2e du Grand Prix de Roncolevà
- 2006
  - Karak Classic
  - 3e étape de l'International Cycling Classic
  - 3e du championnat d'Australie sur route espoirs
- 2007
  - 1re étape de la Jayco Bay Classic
  - 2e du Glencoe Grand Prix
- 2008
  - 2e de la Carolina Cup
- 2010
  - 3e du Wilmington Grand Prix
- 2014
  - 2e de la Clarendon Cup
- 2017
  - 3e de la Carolina Cup
- 2018
  - 2e du Tour de Taïwan
- 2019
  - Tour de Taïwan : 
    - Classement général
    - 2e étape
- 2022
  - Joe Martin Stage Race :
    - Classement général
    - 1re étape

  - 3e de la Clarendon Cup

### Classements mondiaux
| Année                                 | 2005 | 2006  | 2007 | 2008 | 2009 | 2010 | 2011 | 2012 | 2013 | 2014 | 2015 | 2016 | 2017 | 2018 | 2019 | 2020 | 2021  | 2022 |
| ------------------------------------- | ---- | ----- | ---- | ---- | ---- | ---- | ---- | ---- | ---- | ---- | ---- | ---- | ---- | ---- | ---- | ---- | ----- | ---- |
| Classement mondial                    |      |       |      |      |      |      |      |      |      |      |      | 678e | 534e | 798e | 558e | nc   | 2123e | 950e |
| UCI Europe Tour                       | nc   | 1093e | nc   | nc   | nc   | nc   | nc   | nc   | nc   | nc   | nc   | nc   | 597e | nc   |      |      |       |      |
| UCI Asia Tour                         | nc   | nc    | 245e | nc   | nc   | nc   | nc   | 294e | nc   | 312e | nc   | 253e | nc   | 84e  |      |      |       |      |
| UCI America Tour                      | nc   | nc    | nc   | 232e | nc   | nc   | nc   | nc   | 293e | 357e | 164e | 266e | 44e  | nc   |      |      |       |      |
| UCI Oceania Tour                      | 25e  | 40e   | 51e  | nc   | nc   | 82e  | nc   | nc   | nc   | nc   | nc   | 27e  | 79e  | nc   | 33e  | nc   | 73e   | 57e  |
|                                       |      |       |      |      |      |      |      |      |      |      |      |      |      |      |      |      |       |      |
| Légende : nc = non classéSource : UCI |      |       |      |      |      |      |      |      |      |      |      |      |      |      |      |      |       |      |

## Palmarès sur piste

### Championnats du monde juniors
- 2002
  -  Médaillé d'argent de l'américaine juniors